# Jesús Merino
Jesús Merino Criado (Manzanares, 8 juli 1987) is een voormalig Spaans professioneel wielrenner. Hij liep een jaar stage bij Saunier Duval-Prodir. Hij heeft in zijn carrière geen enkele koers gewonnen.
Jesús Merino is de tweelingbroer van wielrenner Pedro Merino.

## Grote rondes
Geen